# Tellina cristallina
Tellina cristallina är en musselart som beskrevs av Lorenz Spengler 1798. Tellina cristallina ingår i släktet Tellina och familjen Tellinidae. Inga underarter finns listade i Catalogue of Life.